# Grand Prix de Wallonie 2002
La 43e édition du Grand Prix de Wallonie a eu lieu le 9 mai 2002. Elle a été remportée par le Belge Dave Bruylandts.

## Classement final
Dave Bruylandts remporte la course en parcourant les 196 kilomètres en 4 h 33 à la vitesse moyenne de 43,516 km/h.
| Classement final, | Classement final,  | Classement final, | Classement final,     | Classement final, |
|                   | Coureur            | Pays              | Équipe                | Temps             |
| ----------------- | ------------------ | ----------------- | --------------------- | ----------------- |
| 1er               | Dave Bruylandts    | Belgique          | Domo-Farm Frites      | en 4 h 33 min 0 s |
| 2e                | Lennie Kristensen  | Danemark          | EDS-Fakta             | + 12 s            |
| 3e                | Nicolas Fritsch    | France            | La Française des Jeux | m.t               |
| 4e                | René Jørgensen     | Danemark          | EDS-Fakta             | + 52 s            |
| 5e                | Morten Sonne       | Danemark          | EDS-Fakta             | + 58 s            |
| 6e                | Mauro Gianetti     | Suisse            | Coast                 | m.t               |
| 7e                | Angelo Lopeboselli | Italie            | Cofidis               | m.t               |
| 8e                | Nicolas Vogondy    | France            | La Française des Jeux | + 1 min 3 s       |
| 9e                | Bert Scheirlinckx  | Belgique          | RDM-Flanders          | + 1 min 11 s      |
| 10e               | Erwin Thijs        | Belgique          | Palmans-Collstrop     | + 1 min 24 s      |
| modifier          |                    |                   |                       |                   |